# 鳥浜駅
鳥浜駅（とりはまえき）は、神奈川県横浜市金沢区幸浦一丁目にある、横浜シーサイドライン金沢シーサイドラインの駅である。駅番号は3。副駅名は「三井アウトレットパーク 横浜ベイサイド前」。

## 歴史
- 1989年（平成元年）7月5日 - 開業[1][2]。
- 2005年（平成17年）3月23日 - 自動券売機を更新、使用を開始。

## 駅構造
島式ホーム1面2線を有する高架駅。高架下に駅舎があるが無人駅となっている。自動改札機・自動券売機設置駅。自動券売機は2005年（平成17年）に更新され、同年3月23日に使用が開始された。

### のりば
| 番線 | 方向                 | 路線 | 行先                 |
| ---- | -------------------- | ---- | -------------------- |
| 1    | 金沢シーサイドライン | 下り | 八景島・金沢八景方面 |
| 2    | 金沢シーサイドライン | 上り | 新杉田方面           |

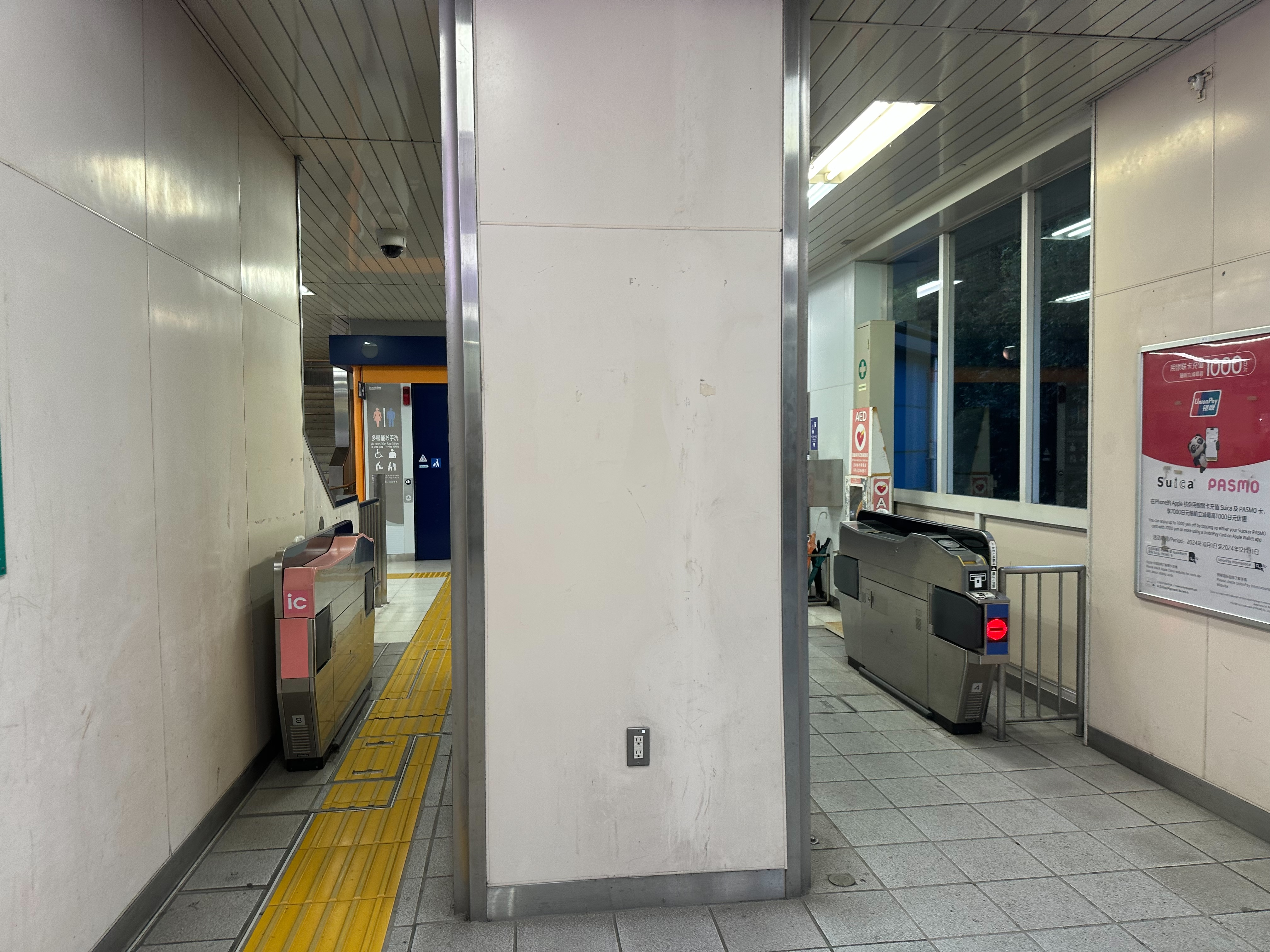
改札口
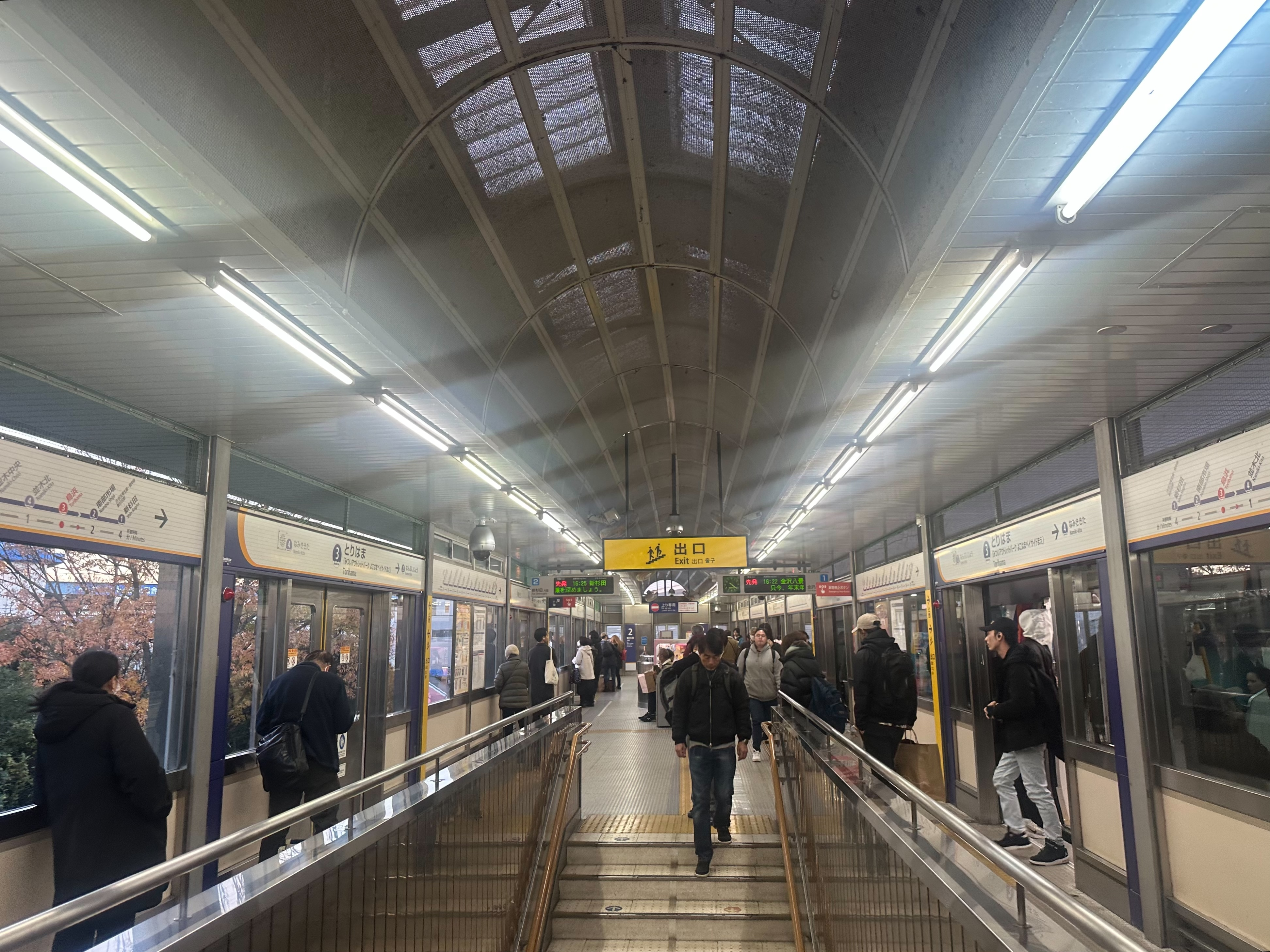
ホーム

## 利用状況
2024年度の1日平均乗降人数は9,462人（乗車：4,690人／降車：4,772人）である。
横浜シーサイドラインによると、2024年度の1日平均乗降人員は9,363人（乗車：4,641人／降車：4,722人）である。
近年の1日平均乗降・乗車人員推移は下記の通り。
| 年度               | 1日平均 乗降人員 | 1日平均 乗車人員 | 出典     |
| ------------------ | ---------------- | ---------------- | -------- |
| 1992年（平成04年） |                  | 2,076            |          |
| 1993年（平成05年） |                  | 1,978            |          |
| 1994年（平成06年） |                  | 1,978            |          |
| 1995年（平成07年） |                  | 2,074            | [ * 1 ]  |
| 1996年（平成08年） |                  | 2,173            |          |
| 1997年（平成09年） |                  | 2,516            |          |
| 1998年（平成10年） |                  | 5,251            | [ * 2 ]  |
| 1999年（平成11年） |                  | 4,382            | [ * 3 ]  |
| 2000年（平成12年） |                  | 3,765            | [ * 3 ]  |
| 2001年（平成13年） |                  | 3,422            | [ * 4 ]  |
| 2002年（平成14年） |                  | 3,274            | [ * 5 ]  |
| 2003年（平成15年） |                  | 3,213            | [ * 6 ]  |
| 2004年（平成16年） |                  | 3,117            | [ * 7 ]  |
| 2005年（平成17年） |                  | 3,219            | [ * 8 ]  |
| 2006年（平成18年） | 6,840            | 3,420            | [ * 9 ]  |
| 2007年（平成19年） |                  | 3,558            | [ * 10 ] |
| 2008年（平成20年） |                  | 3,682            | [ * 11 ] |
| 2009年（平成21年） | 7,323            | 3,651            | [ * 12 ] |
| 2010年（平成22年） | 7,001            | 3,491            | [ * 13 ] |
| 2011年（平成23年） | 6,905            | 3,436            | [ * 14 ] |
| 2012年（平成24年） | 7,051            | 3,503            | [ * 15 ] |
| 2013年（平成25年） | 7,560            | 3,764            | [ * 16 ] |
| 2014年（平成26年） | 7,731            | 3,859            | [ * 17 ] |
| 2015年（平成27年） | 7,679            | 3,829            |          |
| 2016年（平成28年） | 7,486            | 3,737            |          |
| 2017年（平成29年） | 7,660            | 3,822            |          |
| 2018年（平成30年） | 6,825            | 3,396            |          |
| 2019年（令和元年） | 5,944            | 2,962            |          |
| 2020年（令和02年） | 8,913            | 4,443            |          |
| 2021年（令和03年） | 8,911            | 4,443            |          |
| 2022年（令和04年） | 9,195            | 4,555            |          |
| 2023年（令和05年） | 9,249            | 4,575            | [ # 1 ]  |
| 2024年（令和06年） | 9,462            | 4,690            | [ # 1 ]  |

## 駅周辺
- 三井アウトレットパーク 横浜ベイサイド
- 横浜ベイサイドマリーナ
- ヤマダデンキ家電住まいる館×YAMADA web.com 横浜金沢店
- コープかながわ
- 相鉄ローゼン
- 首都高速湾岸線
- 国道357号
- 神奈川県立金沢総合高等学校
- 神奈川県立金沢支援学校
- 神奈川県警察第一機動隊
- 横浜エレベータ鳥浜工場
- 東洋冷蔵横浜チルド工場

## バス路線
国道357号線上に設置されている「木材港入口」が最寄りバス停。横浜市営バス・横浜交通開発バスによる運行。
- 北方向
  - <321> 三井アウトレットパーク横浜行
  - <117> 新杉田駅前
- 南方向
  - <321> 三井アウトレットパーク横浜行（能見台駅入口経由）
  - <321> 三井アウトレットパーク横浜行（富岡経由）
  - <321> 木材港入口行（富岡経由）
  - <117> 新杉田駅前行（藤森工業前経由）

## 隣の駅
横浜シーサイドライン
 金沢シーサイドライン
南部市場駅 (2) - 鳥浜駅 (3) - 並木北駅 (4)